# Ophiacantha moniliformis
Ophiacantha moniliformis är en ormstjärneart som beskrevs av Christian Frederik Lütken och Ole Theodor Jensen Mortensen 1899. Ophiacantha moniliformis ingår i släktet Ophiacantha och familjen knotterormstjärnor. Inga underarter finns listade i Catalogue of Life.